# Tunézia zászlaja
Az ország zászlaját első ízben 1831-ben I. Hasszán használta. A zászló Törökország lobogóján alapul. 1850-ig a csillag hatágú volt. A félhold és a csillag az iszlám jelképei.